# Samanza
Samanza  è una città e sottoprefettura della Costa d'Avorio appartenente al dipartimento di Daoukro. Conta una popolazione di 10 260 abitanti (censimento 2014).